# Bolikol
Bolikol ou Bolinkol est un village du Cameroun, rattaché à la commune de Nyanon, situé dans le département de la Sanaga-Maritime et la région du Littoral, situé à 9 km de Nyaho. 

## Population et développement
En 1967, la population de Bolikol était de 168 habitants, essentiellement des Basso. La population de Bolikol était de 218 habitants dont 109 hommes et 109 femmes, lors du recensement de 2005.  